# قائمة البعثات الدبلوماسية في كوسوفو

البعثات الدبلوماسية في كوسوفو
كوسوفو

تم الاعتراف بكوسوفو [a] قبل 97 دولة عضو في الأمم المتحدة ، وكذلك جمهورية الصين (تايوان) ، ومنظمة فرسان مالطا العسكرية المستقلة ، وجزر كوك ونيوي ؛ 22 منها فتحت سفارات في بريشتينا . احتفظت ولايات أخرى بمكاتب تمثيلية.

## بعثات في بريشتينا

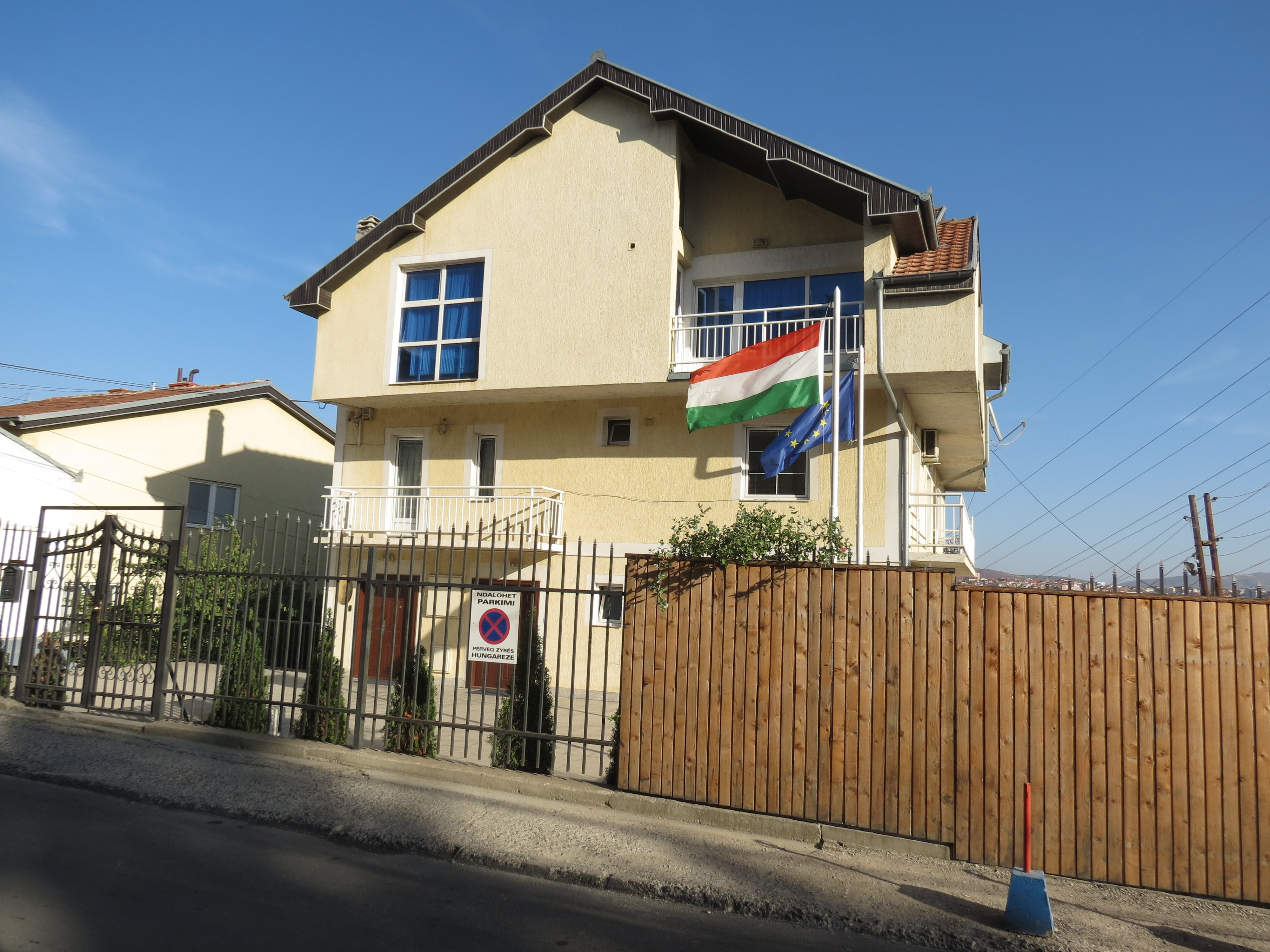
سفارة المجر في بريشتينا

### السفارات
- ألبانيا
- النمسا
- بلغاريا
- كرواتيا
- Czechia
- فنلندا
- فرنسا
- ألمانيا
- المجر
- إيطاليا
- اليابان[1]
- لوكسمبورغ[2]
- الجبل الأسود
- هولندا
- مقدونيا
- النرويج
- سلوفينيا
- السويد
- سويسرا
- تركيا
- المملكة المتحدة
- الولايات المتحدة

### مكاتب الاتصال
- بلجيكا
- الصين 1
- الاتحاد الأوروبي 1
- الدنمارك
- اليونان 1
- باكستان
- رومانيا 1
- روسيا 1
- سلوفاكيا 1

بريزرين
- تركيا (Consulate-Gneral)[3]

## السفارات المعتمدة غير المقيمة
- أفغانستان (صوفيا)[4]
- أستراليا (فينا)[5]
- كندا (زغرب)[6]
- كولومبيا (فينا)[7]
- الدنمارك (فينا)
- إستونيا (فينا)[8]
- هندوراس (بروكسل)[9][10]
- أيرلندا (بودابست)[11]
- الكويت (تيرانا)[12]
- لاتفيا (براغ)[13]
- ماليزيا (روما)[14]
- مالطا (لافيليتا)[15]
- موريتانيا (روما)[16]
- باكستان (انقرة)[17]
- بنما (فينا)
- بولندا (سكوبي) 2[18]
- البرتغال (بودابست)[19]
- قطر (تيرانا)[20]
- سان مارينو (سان مارينو)[21]
- السعودية (تيرانا)[22]
- اسبانيا (سكوبي) 2[23]
- الإمارات العربية المتحدة (بودغوريتسا)[24]

## ملحوظات
| أ. | ^كوسوفو هي موضوع نزاع إقليمي بين جمهورية كوسوفو وجمهورية صربيا. وقد أعلنت جمهورية كوسوفو الاستقلال من جانب واحد في 17 فبراير 2008، ومع ذلك استمرت صربيا في المطالبة كجزء من أراضيها السيادية الخاصة. ثم بدأت الحكومتان في تطبيع العلاقات في عام 2013 كجزء من اتفاقية بروكسل. وقد تم الإعتراف بكوسوفو كدولة مستقلة من قبل 108 عضو من أعضاء الأمم المتحدة من أصل 193 عضو. |

## وصلات خارجية
- قائمة كوسوفو الدبلوماسية